# Emi Yamagishi
Emi Yamagishi (jap. 山岸絵美, Yamagishi Emi; * 22. August 1986) ist eine ehemalige japanische Judoka, die 2007 und 2008 Asienmeisterin war.

## Sportliche Karriere
Emi Yamagishi trat im Superleichtgewicht an, der Gewichtsklasse bis 48 Kilogramm. Sie war 2001 Zweite der U20-Asienmeisterschaften und siegte 2003. 2005 gewann sie in Prag ihr erstes Weltcupturnier. 2006 siegte sie bei den japanischen Meisterschaften. Im Jahr darauf gewann sie bei den Asienmeisterschaften in Kuwait. 2008 war sie japanische Meisterin und siegte bei den Asienmeisterschaften in Jeju. Ende 2008 wurde in Tokio erstmals ein Judo-Grand-Slam-Turnier ausgetragen, sie belegte den zweiten Platz hinter ihrer Landsfrau Tomoko Fukumi. Anfang 2009 gewann sie das Finale beim Grand Slam in Paris gegen die Französin Frédérique Jossinet. Ein Jahr später trafen die beiden bei der zweiten Austragung des Pariser Turniers als Grand-Slam-Turnier wieder aufeinander und erneut gewann Yamagishi. Vier Jahre später siegte Yamagishi zum dritten Mal in Paris, als sie im Finale die Mongolin Mönchbatyn Urantsetseg bezwang. Drei Monate darauf verlor Yamagishi im Finale der Asienspiele in Incheon gegen Mönchbatyn Urantsetseg. Emi Yamagishi gewann aber mit der japanischen Mannschaft die Teamwertung.